# Pedro Alonso (acteur)
Pedro Alonso, né le 21 juin 1971 à Vigo (Galice), Espagne, est un acteur espagnol.
Il est notamment connu pour son rôle de Diego dans la série télévisée Grand Hôtel (2011-2013) et celui d'Andrés « Berlin » de Fonollosa dans la série télévisée La casa de papel (depuis 2017).

## Biographie
Pedro Alonso est né le 21 juin 1971 à Vigo (Galice), Espagne.

### Vie privée
Il a une fille, Úriel, née en 1998.
Il est en couple avec la franco-serbe Tatiana Djordjevic.

## Filmographie

### Cinéma

#### Longs métrages
- 1996 : Alma gitana de Chus Gutiérrez : Antonio
- 1996 : Tengo una casa de Mónica Laguna : Ferrari
- 1997 : Niño nadie de José Luis Borau : Alex
- 1998 : Insomnio de Chus Gutiérrez : Miguel
- 2003 : Noviembre d'Achero Mañas : Un garde
- 2005 : El Calentito de Chus Gutiérrez : Marcos
- 2005 : La noche del hermano de Santiago García de Leániz : Le videur
- 2007 : Fuerte Apache de Mateu Adrover : Pep
- 2010 : Todo lo que tú quieras d'Achero Mañas : Pedro
- 2010 : 18 comidas de Jorge Coira : Vladmir Torres
- 2011 : Onde está a Felicidade? de Carlos Alberto Riccelli : Ramon
- 2012 : L'Apôtre (O Apóstolo) de Fernando Cortizo : Un pèlerin (voix)
- 2015 : La playa de los ahogados : Marcos Valverde
- 2015 : Appel inconnu (El desconocido) de Dani de la Torre : Contreras (voix)
- 2015 : La playa de los ahogados de Gerardo Herrero : Marcos Valverde
- 2020 : Le Silence du marais (El silencio del pantano) de Marc Virgil : Q
- 2023 : Awareness de Daniel Benmayor : Vicente

#### Courts métrages
- 1996 : Paranoia dixital d'Ángel de la Cruz : Chavalote
- 1997 : Las vacaciones de Clara de Javier Baudoin : Alan
- 1997 : El pliegue del hipocampo de Covadonga Icaza : Xavi
- 2011 : Un día normal d'Álex Sampayo : Le professeur
- 2013 : Maldito lunes d'Eva Lesmes : Rafa

### Télévision

#### Séries télévisées
- 1997 : Todos los hombres sois iguales : Raúl
- 1998 : A las once en casa : Alejo
- 2002 : El comisario : Iván
- 2003 : Código fuego : Tomás
- 2005 : Hospital Central : Curro Gómez
- 2005 : As leis de Celavella : Amancio
- 2006 - 2008 : Maridos e mulleres : Carlos
- 2007 : R.I.S. Científica : Héctor
- 2008 : La bella Otero : Venancio Romero
- 2008 - 2011 / 2014 - 2015 : Padre Casares : Horacio Casares
- 2009 : Gondar : Pedro Sotelo
- 2011 - 2013 : Grand Hôtel (Gran Hotel) : Diego
- 2014 - 2015 : Bajo sospecha : Roberto Vega
- 2015 : Hospital Real : Andrés Osorio
- 2016 : Le Ministère du temps : Cerezo
- 2016 : La embajada : Villar
- 2017 - 2018 : Traición : Roberto Fuentes
- 2017 - 2021 : La Casa de Papel : Andrés « Berlin » de Fonollosa
- 2018 : Diablo Guardián : Gallego
- 2023 : Berlin : Andrés « Berlin » de Fonollosa

#### Téléfilm
- 2005 : La Atlántida de Belén Macías : Boris

## Publication
- 2020 : El libro de filipo

## Voix françaises
- Erwin Grünspan (*1973-2021) dans :
  - La Casa de Papel (série télévisée)
  - Le Silence du marais

et aussi
- Bernard Gabay dans Berlin (série télévisée)

## Distinction
- Fotogramas de Plata 2018 : nomination comme meilleur acteur dans une série pour La casa de papel.